# Ludwig von Andok
Ludwig von Andok (* 11. Januar 1890 in Budapest; † 9. April 1981 in Regensburg) war ein deutscher Maler des Postimpressionismus.

## Leben
Von Andok wuchs bis zu seinem achten Lebensjahr in Regensburg auf, besuchte von 1900 bis 1906 das
humanistische Gymnasium Leopoldinum in Passau. Dem guten Schüler, der Arzt werden wollte, wurden als gebürtigem Ungar im Zuge des wachsenden deutschen Nationalismus ab 1904 die „historischen Verbrechen der Hunnen als deren Nachfahre“ persönlich angelastet. Nach hieraus resultierenden gewalttätigen Nachsetzungen durch Mitschüler verließ von Andok vorzeitig das Gymnasium, womit ihm auch der Arztberuf verwehrt war. Dennoch blieb der gleichwertige „heiße Wunsch, Maler zu werden“.
Eine 15 Jahre währende Beamtenkarriere bei der Donau-Dampfschiffahrts-Gesellschaft (DDSG) in der Agentie Passau hinderte von Andok daran, sich vorwiegend der Malerei widmen zu können. Familiäre, berufliche und gesundheitliche Umstände erlaubten die Verwirklichung erst ab 1925 in Regensburg.

## Werk
Auf rund 1000 Gemälden hat der Künstler Alpenmotive, später vor allem die Oberpfalz in Airplein- und alla prima-Manier auf die Leinwand gebannt. Der pastose Farbauftrag mit teilweiser Spachteltechnik lässt manch ein Bild mit sich veränderndem Tageslicht in ganz verschiedenen Stimmungen erscheinen – morgens liegt Nebel über den Voralpen, mittags schmilzt die Sonne den Schnee in Felswänden, abends zieht nach einem schwülen Sommertag ein Gewitter auf. Mit seinen Motiven und seiner Maltechnik steht von Andok in der Tradition deutscher Impressionisten wie Max Liebermann, Lovis Corinth oder Max Slevogt.
Außer den Landschaften in zarten Oliv- und Blaugrautönen, sparsam durchsetzt von Erdtönen, gibt es auch Blumenstillleben von Andoks. Nur selten sind sie mittig platziert, stehen seitlich, drohen mitunter von ihrer Unterlage zu stürzen. Mal liegen überreife Samenkörner, mal welkende Blütenblätter auf dem Tisch; jede Pflanze ist in ihrem Werden und Vergehen porträtiert.
Der schriftliche Nachlass des Künstlers, der auch schriftstellerisch tätig war, besteht aus Dutzenden Zeitzeugenberichten und Hunderten Archivmaterialien, die den Grundstock zur ersten Biografie bildeten.